# Alekseï Afanassiev
Pour les articles homonymes, voir Afanassiev.
Alekseï Afanassiev (en russe : Афанасьев, Алексей Фёдорович), né le 30 novembre 1850 (12 décembre dans le calendrier grégorien), à Saint-Pétersbourg, Empire russe, mort en 1920, est un artiste russe et soviétique, peintre de genre, graphiste, caricaturiste, illustrateur, membre de la société des Ambulants,.

## Biographie

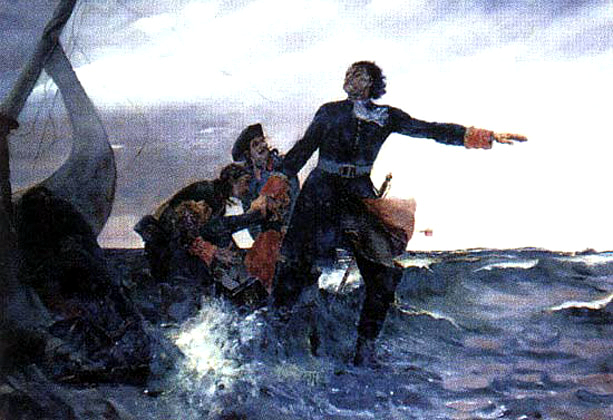
Pierre le Grand à Lakhta (Saint-Pétersbourg) récupère les corps de soldats morts (1914), huile sur toile, Musée russe.

Alekseï Afanassiev naît dans la famille d'un membre du personnel de la cour impériale de Russie. En 1872, il est admis à l'Académie russe des Beaux-Arts. À la fin de son cursus (1877), il reçoit de cette académie une médaille d'argent d'encouragement pour ses dessins d'après nature.
De 1887 à 1905, il enseigne à l'école de la Société impériale d'encouragement des beaux-arts. En 1905, après la mort du peintre et académicien Constantin Savitski, il est nommé directeur de l'école des Beau-Arts de la ville de Penza Constantin Savitski. En 1909, il démissionne et retourne enseigner à Saint-Pétersbourg à l'école de la Société impériale d'encouragement des beaux-arts. À partir de 1889, il expose avec les Ambulants et devient membre de leur société en 1918.
À partir de 1912, il collabore à de nombreuses publications humoristiques et satiriques. Un grand nombre de ses dessins sont publiés dans les revues Choute, Vsemirnaïa Illioustratsia, Loukomore (ru), Les Éclats (Oskolki), Le Nord. Afanassev réalise des dessins pour des contes de fées tels que Le tsar Saltane, Le Conte du pêcheur et du petit poisson, des récits d'Alexandre Pouchkine, d'Alexis Konstantinovitch Tolstoï.
Son œuvre la plus connue est l'illustration pour le conte Le Petit Cheval bossu (en russe : Koniok-Gorbounok) de Piotr Erchov. Ce conte a été publié dans la revue Choute en 1897-1898.

## Réalisations d'Afanassiev à la Cathédrale Saint-Sauveur-sur-le-Sang-Versé de Saint-Pétersbourg
Avec Victor Vasnetsov, Mikhaïl Nesterov, Andreï Riabouchkine, Nikolaï Kharlamov (ru) et d'autres peintres, il participe à la décoration artistique de la Cathédrale Saint-Sauveur-sur-le-Sang-Versé de Saint-Pétersbourg.

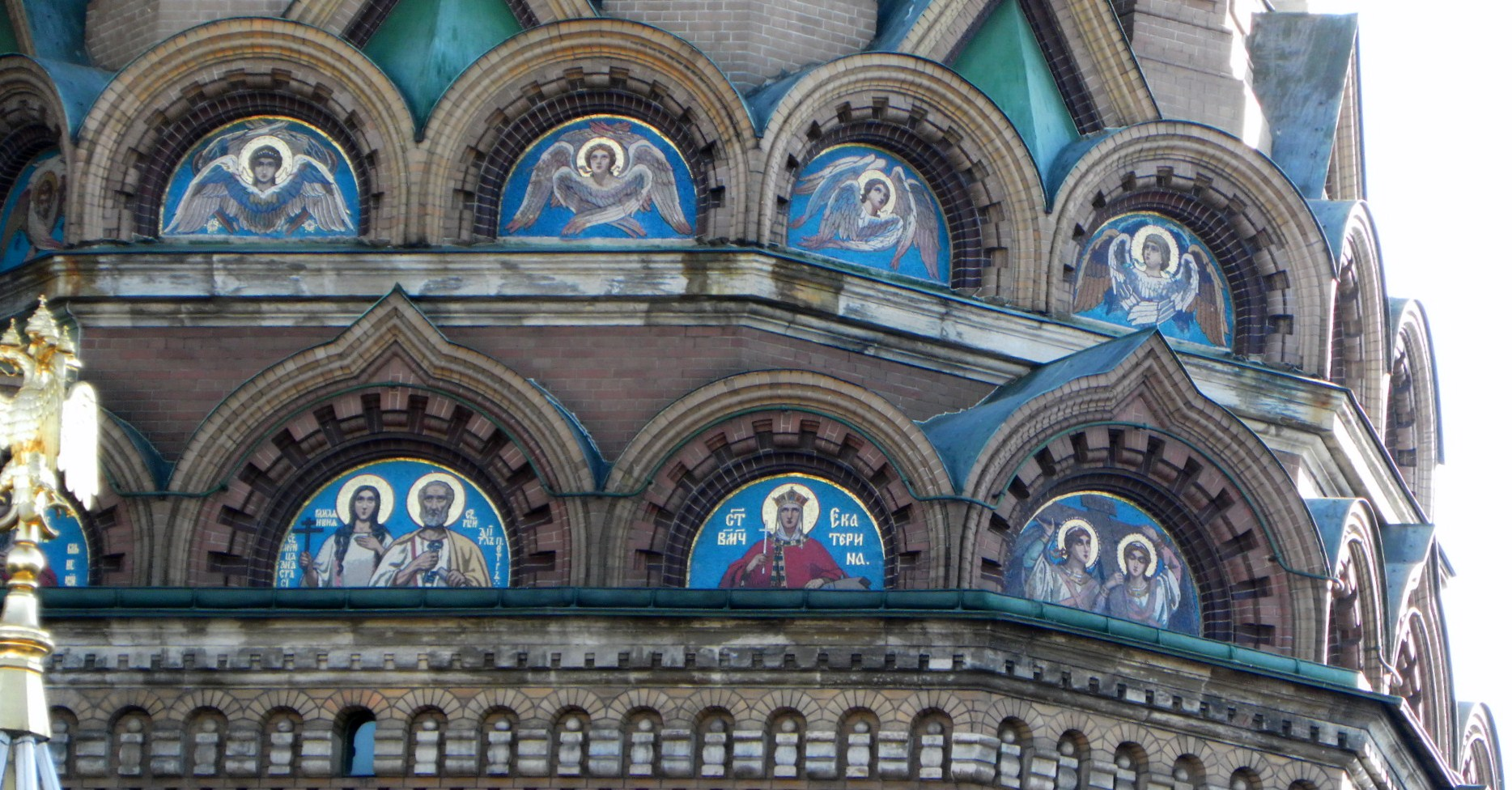
Cathédrale du Saint Sauveur décoration extérieure

De 1894 à 1897, Afanassiev crée des esquisses pour les mosaïques extérieures des kokochniks de cette cathédrale Saint-Sauveur avec comme sujets : Saint Paul, Séraphins, l'Apôtre Luc, Saint Jacob, Euthyme le Grand et le grand martyr Eustache. Il crée aussi huit mosaïques pour la décoration de l'intérieur, sur le pylône de la demi-coupole du nord-ouest : Moïse l'Éthiopien et Macaire de Scété, les martyrs Abercius d'Hiérapolis et Porphyre d'Éphèse (ru), Nicanor et Phlegon de Marathon (en), Andronique de Pannonie et Apollos d'Alexandrie et sur le pylône de la coupole nord-est : Varlaam de Khoutyne et Alexandre de Svir, Lucien d'Antioche et Agafodor, Hérodion de Patras et Urbain de Macédoine (en), apôtre Jean et Jacques de Zébédée.

## Galerie

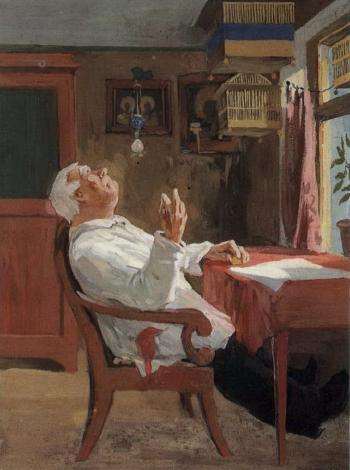
Repos du jour de fête (l'amateur d'oiseaux), (1915), huile sur carton — collection particulière.
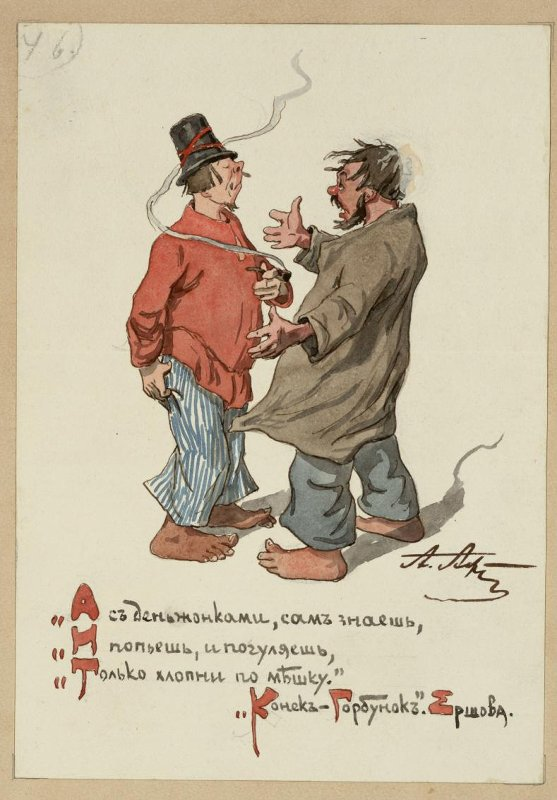
Danila et Gavrila, dessins d'Afanassiev.
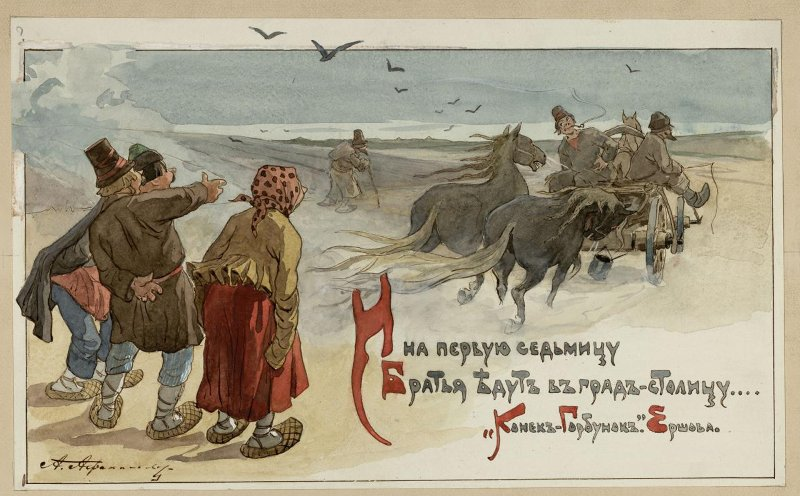
Danila et Gavrila partent en télègue, dessins d'Afanassiev.
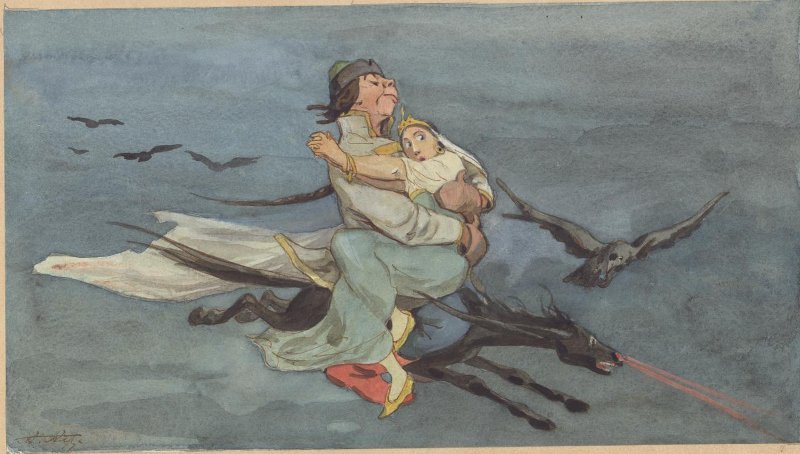
Afanassiev, illustration pour le conte Le Petit Cheval bossu (en russe : Koniok-Gorbounok) de  Piotr Erchov.
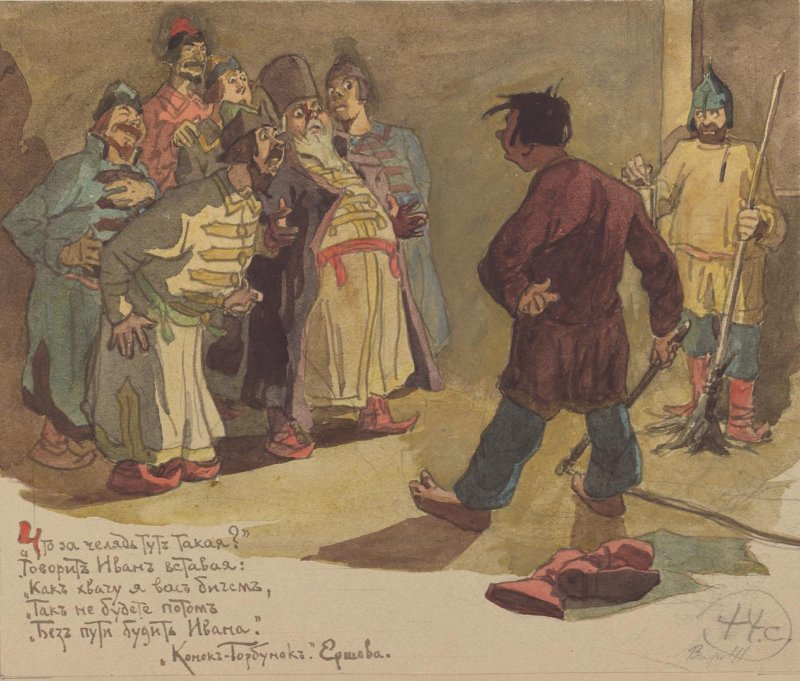
Illustration d'Afanassiev pour le conte Le Petit Cheval bossu